# James Villiers
James Michael Hyde Villiers (Londra, 29 settembre 1933 – Arundel, 18 gennaio 1998) è stato un attore britannico.

## Biografia
Era pronipote del conte George Villiers. Nato a Londra, studiò alla Royal Academy of Dramatic Art e al Wellington College dove si laureò nel 1953.
Nel 1958 esordì nel mondo del cinema, dove recitò in vari film e serie televisive.
Morì ad Arundel nel 1998 a causa di un tumore.

## Vita privata
Si sposò due volte: nel 1966 con l'autrice neozelandese Patricia Donovan, dalla quale poi divorziò, e nel 1994 con Lucy Jex. Insieme alla prima moglie adottò un bambino.

## Filmografia

### Cinema
- La grande s...parata (Carry On Sergeant), regia di Gerald Thomas (1958)
- Eva, regia di Joseph Losey (1962)
- Hallucination (The Damned), regia di Joseph Losey (1963)
- Assassinio al galoppatoio (Murder at the Gallopp), regia di George Pollock (1963)
- Per il re e per la patria (King and Country), regia di Joseph Losey (1964)
- Repulsione (Repulsion), regia di Roman Polański (1965)
- Poirot e il caso Amanda (The Alphabet Murders), regia di Frank Tashlin (1965)
- Nanny, la governante (The Nanny), regia di Seth Holt (1965)
- L'incredibile affare Kopcenko (Otley), regia di Dick Clement (1968)
- Exorcismus - Cleo, la dea dell'amore (Blood from the Mummy's Tomb), regia di Seth Holt e Michael Carreas (1971)
- Detective privato... anche troppo (Follow Me!), regia di Carol Reed (1972)
- La morte dietro il cancello (Asylum), regia di Roy Ward Baker (1972)
- La classe dirigente (The Ruling Class), regia di Peter Medak (1972)
- Joseph Andrews, regia di Tony Richardson (1977)
- Saint Jack, regia di Peter Bogdanovich (1979)
- Solo per i tuoi occhi (For Your Eyes Only), regia di John Glen (1981)
- Sotto il vulcano (Under the Volcano), regia di John Huston (1984)
- Scandal - Il caso Profumo (Scandal), regia di Michael Caton-Jones (1989)
- Le montagne della luna (Mountains of the Moon), regia di Bob Rafelson (1990)
- Sua maestà viene da Las Vegas (King Ralph), regia di David S. Ward (1991)

### Televisione
- I gialli di Edgar Wallace (The Edgar Wallace Mystery Theatre) – serie TV, episodio 1x05 (1961)
- La banda dei cinque (The Famous Five), serie TV (1978-1979)
- La primula rossa (The Scarlet Pimpernel), regia di Clive Donner (1982) - film TV
- Una modella per l'onorevole (The Other 'Arf), serie TV (1980-1984)
- House of Cards, miniserie TV (1990)

### Doppiatore
- Il vento nei salici (The Wind in the Willows), regia di Dave Unwim (1995)
- La banda del fiume (The Willows in Winter), regia di Dave Unwim (1996)

## Doppiatori italiani
Nelle versioni in italiano dei suoi film, James Villiers è stato doppiato da:
- Sergio Graziani ne Il cadavere in cantina
- Sergio Tedesco in Assassinio al galoppatoio
- Luciano De Ambrosis in L'incredibile affare Kopcenko
- Cesare Barbetti in Eva
- Oreste Lionello in Exorcismus - Cleo, la dea dell'amore
- Gianni Marzocchi in Solo per i tuoi occhi
- Gil Baroni in Sua maestà a Las Vegas[1]

Da doppiatore è stato sostituito da:
- Gianni Bonagura ne Il vento nei salici